# Graphium agamemnon
A Graphium agamemnon a rovarok (Insecta) osztályának lepkék (Lepidoptera) rendjébe, ezen belül a pillangófélék (Papilionidae) családjába tartozó faj.

## Előfordulása
A Graphium agamemnon előfordulási területe India, Nepál, Srí Lanka, Andamán- és Nikobár-szigetek, Banglades, Brunei, Mianmar, Thaiföld, Laosz, Kambodzsa, Kína déli része - beleértve Hajnant is -, Tajvan, Délkelet-Ázsia, Indonézia egészen Új-Guineáig, Bougainville, Salamon-szigetek és Ausztrália észak-queenslandi része.

## Alfajai
Ennek a fajnak 20 alfaját ismerik el a szakértők:
- Graphium agamemnon admiralia (Rothschild, 1915)
- Graphium agamemnon agamemnon (Linnaeus, 1758)
- Graphium agamemnon andamana (Lathy, 1907)
- Graphium agamemnon argynnus (Druce, 1888)
- Graphium agamemnon atropictus (Fruhstorfer, 1903)
- Graphium agamemnon baweata (Hagen, 1896)
- Graphium agamemnon comodus (Fruhstorfer, 1903)
- Graphium agamemnon decoratus (Rothschild, 1895)
- Graphium agamemnon exilis (Rothschild, 1895)
- Graphium agamemnon guttatus (Rothschild, 1895)
- Graphium agamemnon ligatus (Rothschild, 1895)
- Graphium agamemnon menides (Fruhstorfer, 1904)
- Graphium agamemnon meton (Fruhstorfer, 1904)
- Graphium agamemnon neopommeranius (Honrath, [1888])
- Graphium agamemnon obliteratus (Lathy, 1899)
- Graphium agamemnon plisthenes (C. & R. Felder, 1864)
- Graphium agamemnon pulo (Evans, 1932)
- Graphium agamemnon rufoplenus (Fruhstorfer, 1917)
- Graphium agamemnon salomonis (Rothschild, 1895)
- Graphium agamemnon ugiensis (Jordan, 1909)

## Megjelenése
A lepke szárnyának az alapszíne fekete számos zöld és kékes folttal; a testhez közeli foltok elnyúltak és zöld színűek, távolodva kerekebbé és zöldeskékesé válnak. A hátsó szárnyak vége fecskefarkszerű végződésű. A tor zöldes és a potroh halványkék, de az egész test háti részének közepén egy vastag fekete sáv húzódik. A fejen, a test oldalain és a szárnyak alsó részén rózsaszínes mintázat látható.

## Életmódja
Eredetileg erdőlakó, azonban a Polyalthia longifolia nevű díszfa - az egyik fő tápláléknövénye - egyre nagyobb népszerűsége miatt, ez a lepke egyre gyakrabban látható a parkokban és kertekben. Egyéb tápláléknövényei: a Polyalthia cerasoides, a gyömbéralma (Annona squamosa), az Annona reticulata, az Annona discolor, a szúrszop (Annona muricata), a Goniothalamus cardiopetalus, a Mitrephora heyneana, az Uvaria narum, a Michelia doltospa, a Michelia champaca, a Milliusa tomentosum, a Cinnamomum-fajok és az Artabotrys hexapetalus.

## Szaporodása
A petétől az imágóig általában 33-36 nap telik el. Mivel a trópusokon él, évente hétszer-nyolcszor is szaporodhat.

## Képek

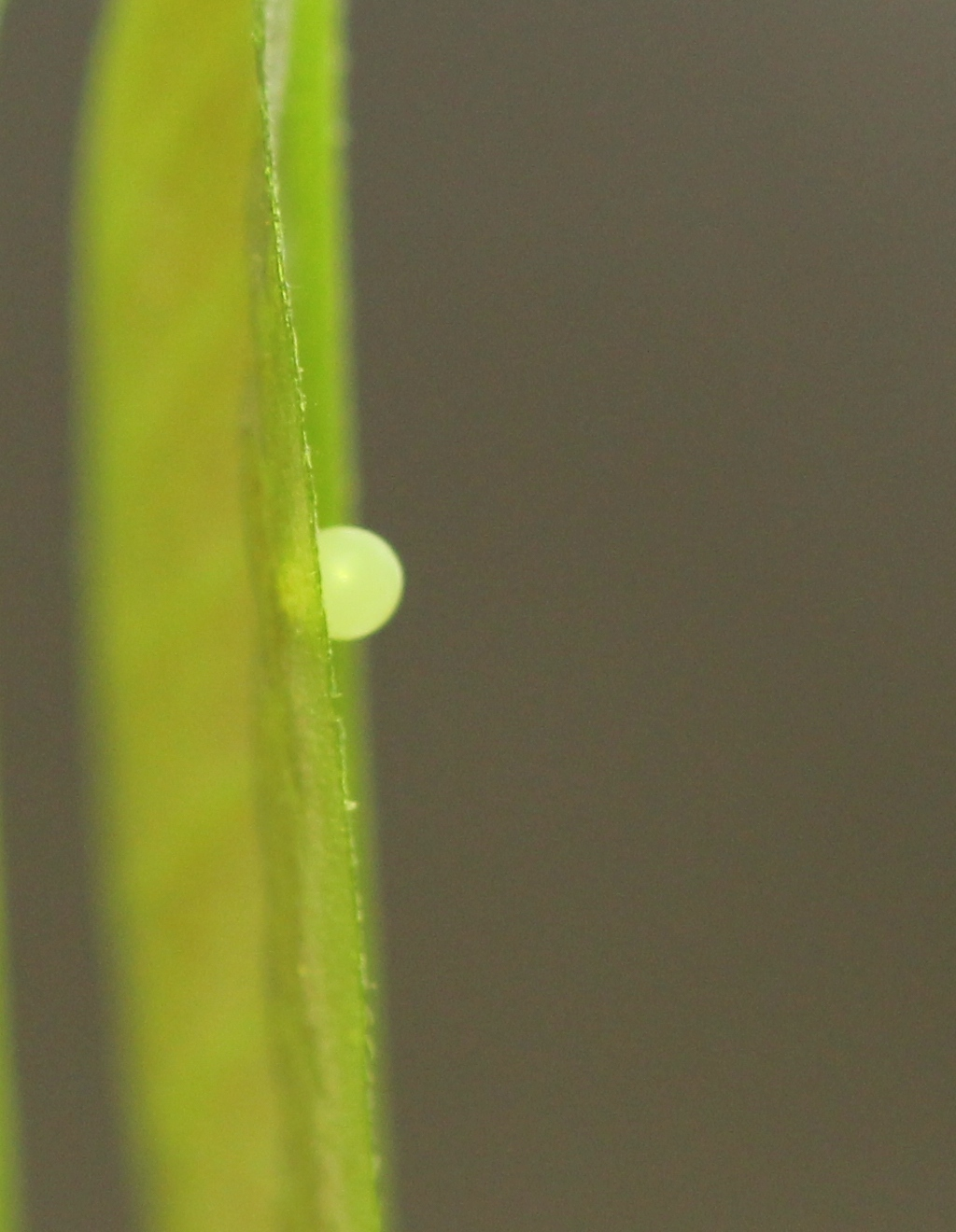
A friss pete a gazdanövényén
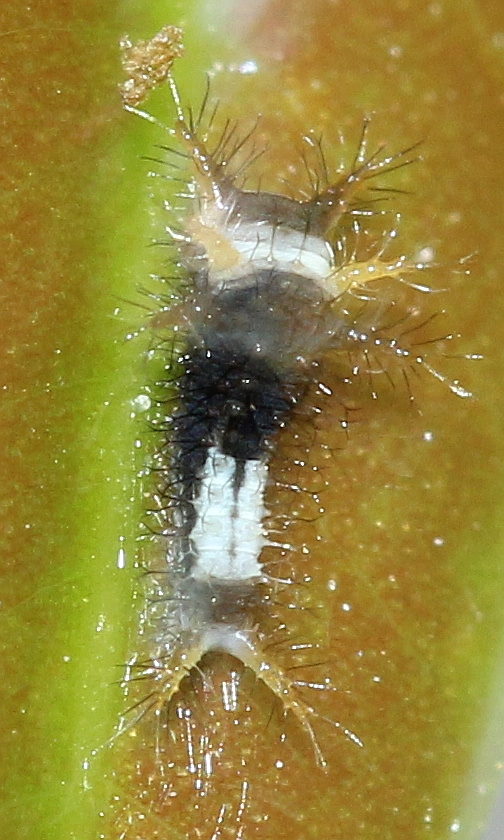
A hernyó első stádiuma,
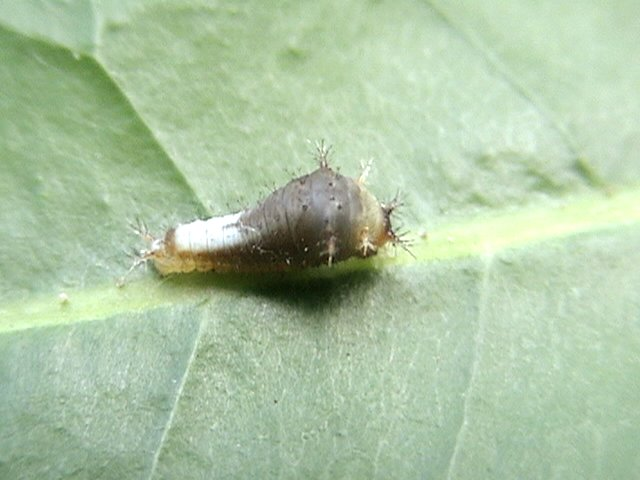
második stádiuma,
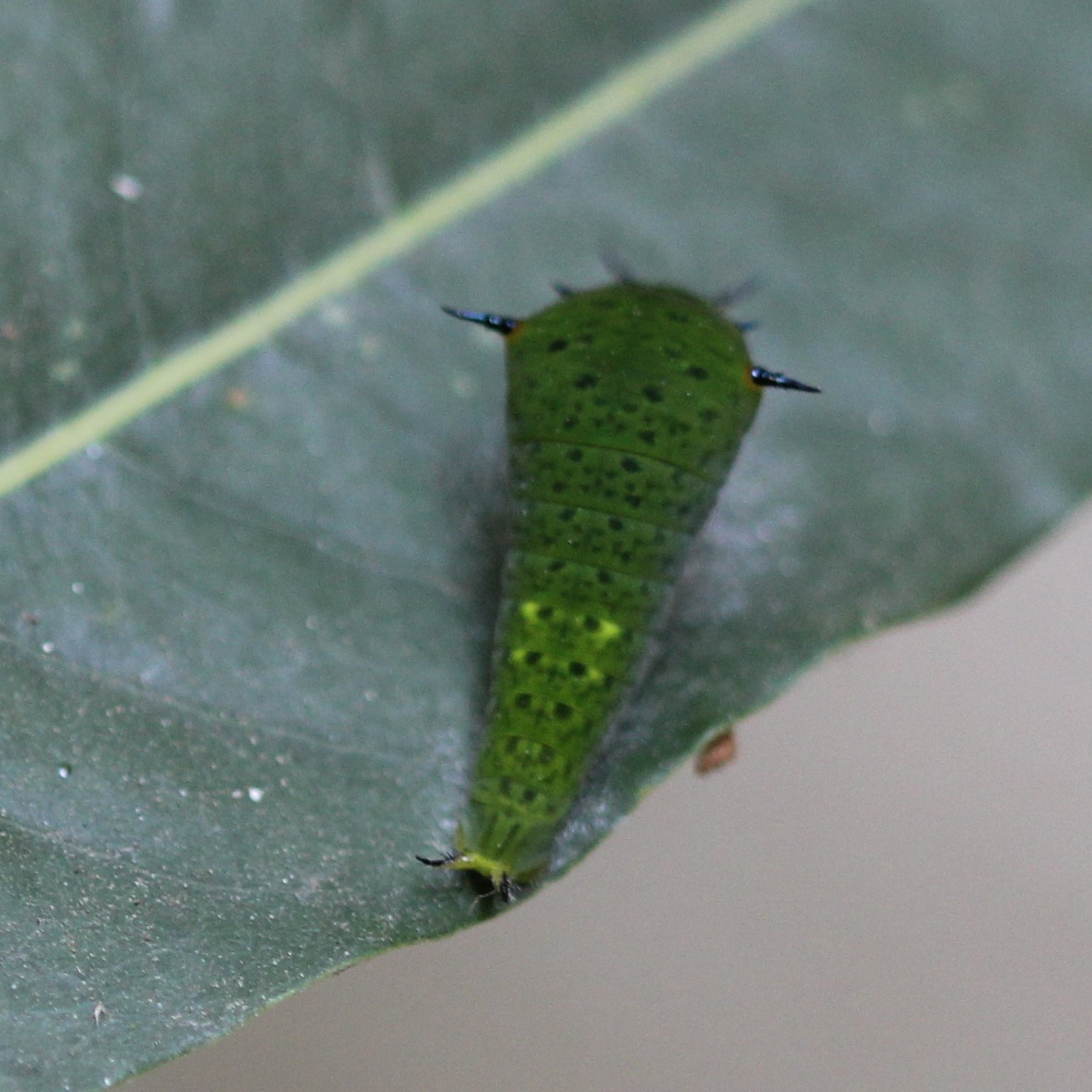
harmadik stádiuma,
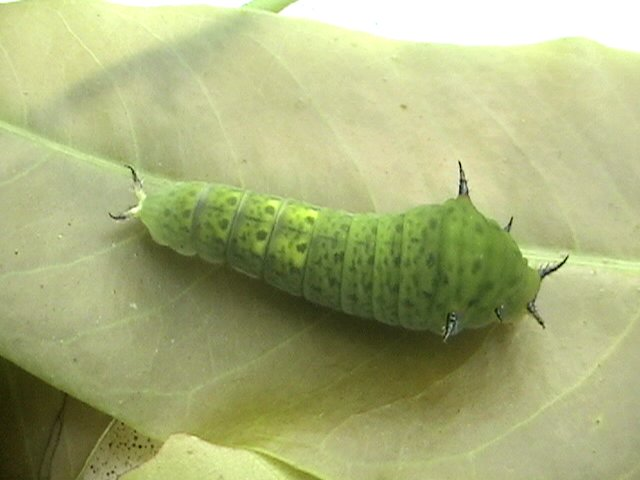
negyedik stádiuma
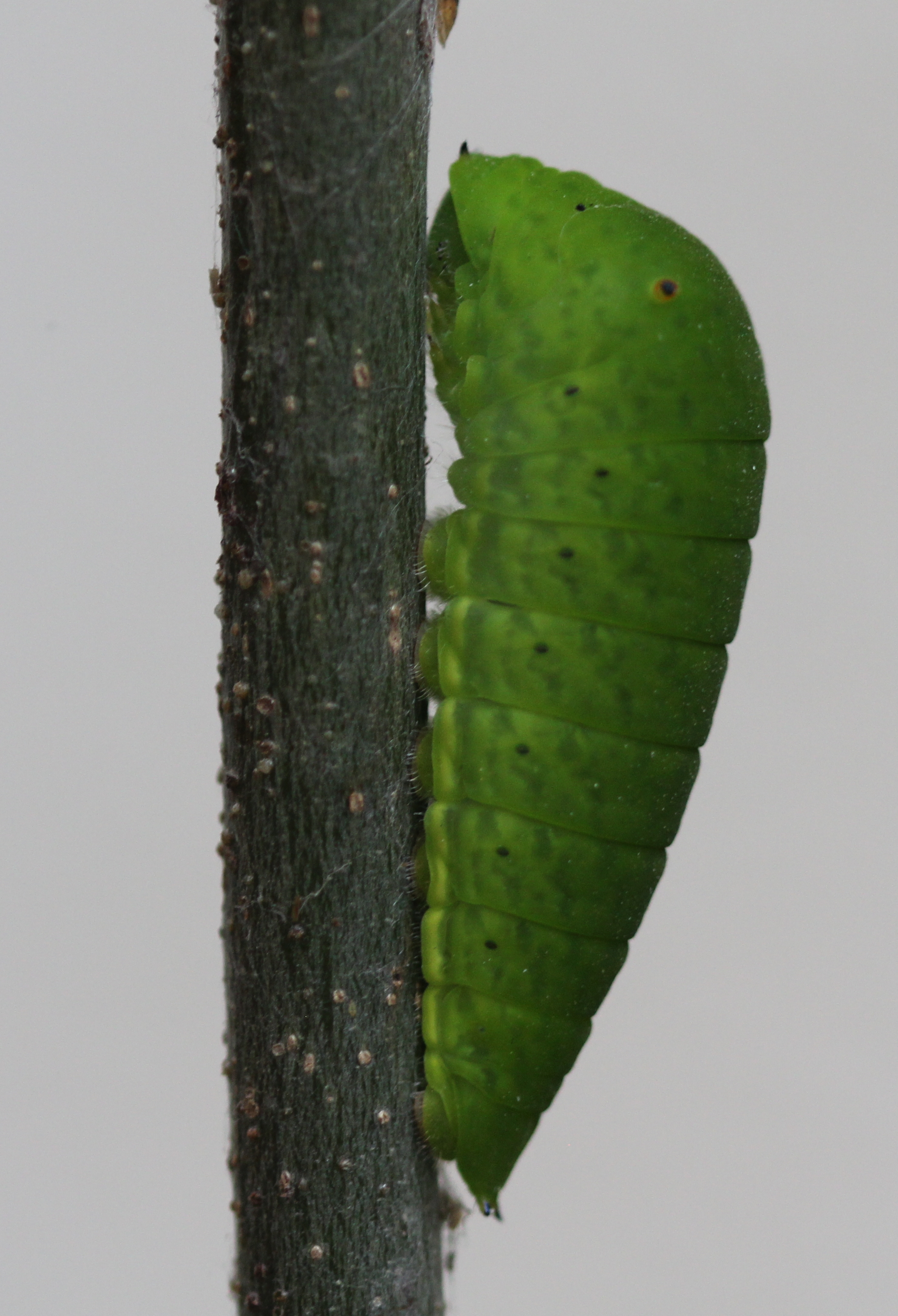
és az utolsó stádiuma
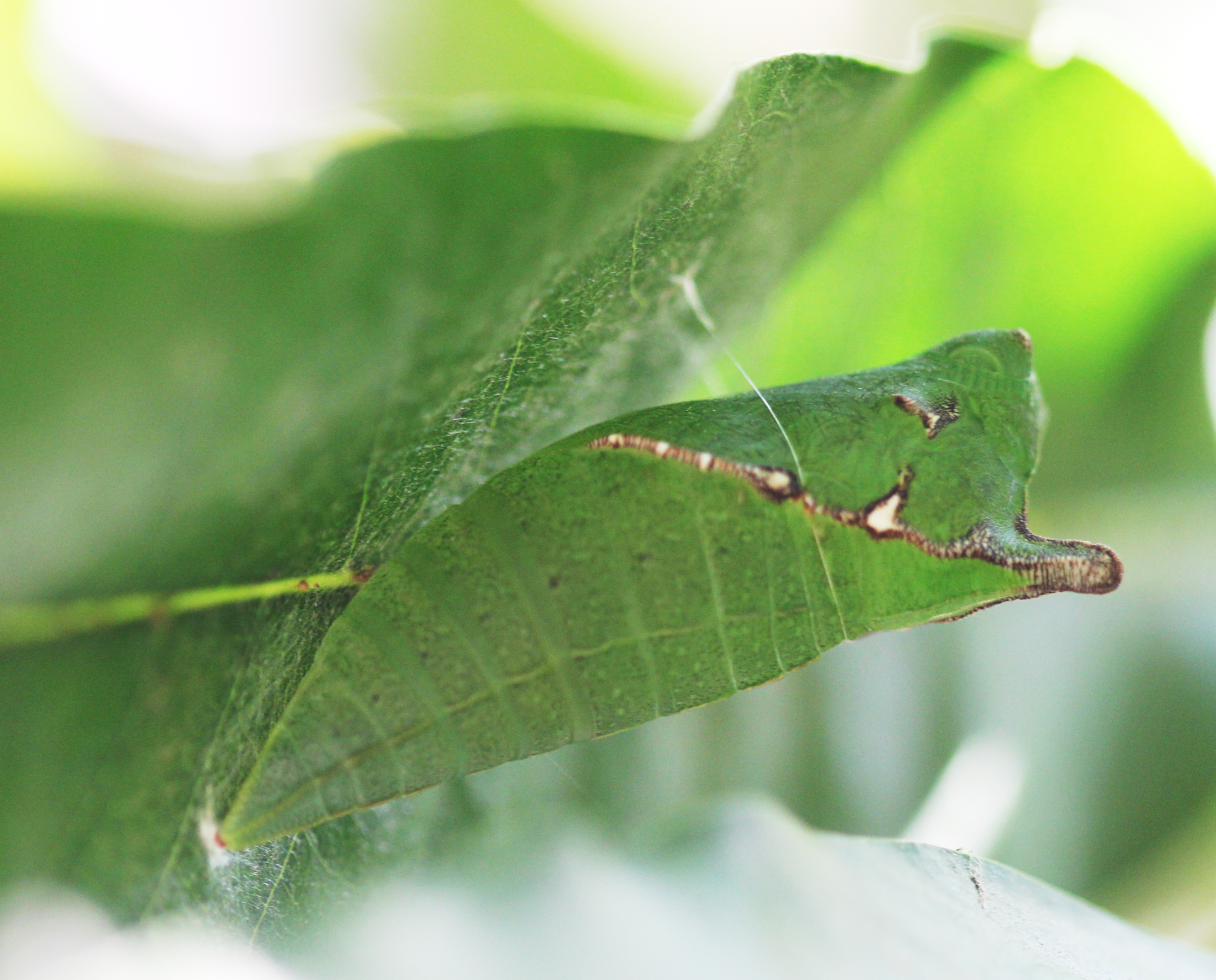
A bábja

## Fordítás
- Ez a szócikk részben vagy egészben  a   Graphium agamemnon című angol Wikipédia-szócikk ezen változatának fordításán alapul.  Az eredeti cikk szerkesztőit annak laptörténete sorolja fel. Ez a jelzés csupán a megfogalmazás eredetét és a szerzői jogokat jelzi, nem szolgál a cikkben szereplő információk forrásmegjelöléseként.